# NPDC1
NPDC1 (англ. Neural proliferation, differentiation and control 1) – білок, який кодується однойменним геном, розташованим у людей на короткому плечі 9-ї хромосоми. Довжина поліпептидного ланцюга білка становить 325 амінокислот, а молекулярна маса — 34 516.
| 10         |  | 20         |  | 30         |  | 40         |  | 50         |
| ---------- |  | ---------- |  | ---------- |  | ---------- |  | ---------- |
| MATPLPPPSP |  | RHLRLLRLLL |  | SGLVLGAALR |  | GAAAGHPDVA |  | ACPGSLDCAL |
| KRRARCPPGA |  | HACGPCLQPF |  | QEDQQGLCVP |  | RMRRPPGGGR |  | PQPRLEDEID |
| FLAQELARKE |  | SGHSTPPLPK |  | DRQRLPEPAT |  | LGFSARGQGL |  | ELGLPSTPGT |
| PTPTPHTSLG |  | SPVSSDPVHM |  | SPLEPRGGQG |  | DGLALVLILA |  | FCVAGAAALS |
| VASLCWCRLQ |  | REIRLTQKAD |  | YATAKAPGSP |  | AAPRISPGDQ |  | RLAQSAEMYH |
| YQHQRQQMLC |  | LERHKEPPKE |  | LDTASSDEEN |  | EDGDFTVYEC |  | PGLAPTGEME |
| VRNPLFDHAA |  | LSAPLPAPSS |  | PPALP      |  |            |  |            |

A: Аланін

C: Цистеїн

D: Аспарагінова кислота

E: Глутамінова кислота

F: Фенілаланін

G: Гліцин

H: Гістидин

I: Ізолейцин

K: Лізин

L: Лейцин

M: Метіонін

N: Аспарагін

P: Пролін

Q: Глутамін

R: Аргінін

S: Серин

T: Треонін

V: Валін

W: Триптофан

Кодований геном білок за функцією належить до фосфопротеїнів. 
Локалізований у мембрані.